# Авіаносці типу «Джеральд Р. Форд»
Авіаносці класу «Джеральд Р. Форд» (англ. Gerald R. Ford-class aircraft carrier) — клас атомних авіаносців, що перебувають у процесі будівництва для ВМС США. Кораблі цього класу призначені для поступової заміни чинних авіаносців класу «Німіц» за принципом «один за одним». Загалом заплановано побудувати дванадцять кораблів.
Головний корабель класу, «Джеральд Р. Форд», був придбаний у 2008 році та введений до складу флоту 22 липня 2017 року, замінивши «Ентерпрайз». Другий корабель, «Джон Ф. Кеннеді», очікується до введення в експлуатацію у 2024 році.
Конструкція авіаносців класу «Форд» базується на основі класу «Німіц», однак значно модернізована завдяки технологіям, розробленим у рамках програм CVN(X)/CVN-21. Нові авіаносці обладнані:
- електромагнітною системою запуску літаків (EMALS),
- системою приземлення AAG,
- сучасними радіоелектронними комплексами,
- покращеною інфраструктурою польотної палуби.

Також було впроваджено новітні ядерні реактори A1B, що забезпечують більшу потужність і ефективність, а високий рівень автоматизації дозволив суттєво зменшити чисельність екіпажу та знизити експлуатаційні витрати.
Клас названо на честь 38-го президента США — Джеральда Р. Форда.
Авіаносці класу «Джеральд Р. Форд» є символом технологічного прогресу і військової переваги ВМС США у XXI столітті.

## Представники авіаносців класу «Gerald R. Ford»
| №  | Назва               | Бортовий номер | Статус         | Закладено         | Спущено на воду  | Введено в експлуатацію | Примітки                                                      |
| -- | ------------------- | -------------- | -------------- | ----------------- | ---------------- | ---------------------- | ------------------------------------------------------------- |
| 1  | USS Gerald R. Ford  | CVN-78         | В експлуатації | 13 листопада 2009 | 9 листопада 2013 | 22 липня 2017          | Головний корабель класу. Активний.                            |
| 2  | USS John F. Kennedy | CVN-79         | Будується      | 22 серпня 2015    | 29 жовтня 2019   | Очікується у 2025      | Названо на честь 35-го президента США.                        |
| 3  | USS Enterprise      | CVN-80         | Будується      | 21 серпня 2017    | —                | Очікується у 2028      | Названо на честь попереднього CVN-65.                         |
| 4  | USS Doris Miller    | CVN-81         | Планується     | Очікується у 2026 | —                | Очікується у 2032      | Перший авіаносець, названий на честь темношкірого моряка США. |
| 5  | —                   | CVN-82         | Заплановано    | —                 | —                | —                      | Назва ще не оголошена.                                        |
| 6  | —                   | CVN-83         | Заплановано    | —                 | —                | —                      | —                                                             |
| 7  | —                   | CVN-84         | Заплановано    | —                 | —                | —                      | —                                                             |
| 8  | —                   | CVN-85         | Заплановано    | —                 | —                | —                      | —                                                             |
| 9  | —                   | CVN-86         | Заплановано    | —                 | —                | —                      | —                                                             |
| 10 | —                   | CVN-87         | Заплановано    | —                 | —                | —                      | —                                                             |
| 11 | —                   | CVN-88         | Заплановано    | —                 | —                | —                      | —                                                             |
| 12 | —                   | CVN-89         | Заплановано    | —                 | —                | —                      | —                                                             |

## Особливості конструкції
Авіаносці класу «Джеральд Р. Форд» мають:
- Удосконалене спорядження для арешту
- Автоматизація, що дозволяє мати екіпаж на кілька сотень менше, ніж в авіаносця класу «Німіц».
- Оновлена ракета RIM-162 Evolved SeaSparrow
- Багатофункціональний радар AN/SPY-3 X Band і об'ємний пошуковий радар AN/SPY-4 S Band. Позначаються разом як Dual Band Radar (DBR), спочатку розроблений для есмінців типу «Зумвольт». Починаючи з Джона Ф. Кеннеді (CVN-79), AN/SPY-6 замінить AN/SPY-4 як компонент системи томового пошуку.
- Електромагнітна система запуску літаків (EMALS) замість традиційних парових катапульт для запуску літаків.
- Нова конструкція ядерного реактора (реактор A1B) для більшого виробництва електроенергії.
- Стелс-функції для зменшення поперечного перерізу радара.
- Можливість перевозити до 90 літаків, включаючи F/A-18E/F «Супер Хорнет», EA-18G «Гроулер», C-2 «Грейхаунд», E-2 «Хокай», F-35 «Лайтнінг» II, вертольоти Sikorsky SH-60 Seahawk, бойові безпілотні літальні апарати.

Найбільшою видимою відмінністю від ранніх суперавіаносців є більш кормове розташування острова (надбудови). Авіаносці класу «Джеральд Р. Форд» матимуть знижену вартість експлуатації, частково через зменшення кількості екіпажу. Ці кораблі розраховані на витримку 160 вильотів на день протягом 30 з гаком днів, з можливостями наростання 270 вильотів на день. Директор з операційних випробувань Майкл Гілмор розкритикував припущення, використані в цих прогнозах, як нереалістичні та вказав, що швидкість вильотів, подібна до 120/240 вильотів на день класу Nimitz, була б прийнятною.

## Розробка
Нинішні авіаносці класу «Німіц» на військово-морській службі США були частиною стратегії прогнозування потужності Сполучених Штатів з моменту введення «Німіца» в експлуатацію в 1975 році. Водотоннажність класу «Німіц» при повному завантаженні може розвивати швидкість понад 30 вузлів (56 км). /год), здійснювати польоти без поповнення запасів протягом 90 днів і запускати літаки для завдавання ударів по цілях за сотні миль. Прикладом витривалості класу Nimitz є корабель USS Theodore Roosevelt, який провів 159 днів під час операції Enduring Freedom, не відвідуючи порт і не дозаправляючись.
Дизайн Nimitz вміщує багато нових технологій протягом десятиліть, але він має обмежену здатність підтримувати найновіші технічні досягнення. Як говорилося у звіті Ренда за 2005 рік, «найбільша проблема, з якою стикається клас Nimitz, полягає в обмежених можливостях виробництва електроенергії та зумовленому модернізацією збільшенні ваги корабля та ерозії запасу центру ваги, необхідного для підтримки остійності корабля».
Враховуючи ці обмеження, ВМС США розробили те, що спочатку було відомо як програма CVN-21, яка перетворилася на CVN-78, Джеральд Р. Форд. Удосконалення були зроблені завдяки розробці технологій і більш ефективному дизайну. Основні зміни конструкції включають більшу кабіну польоту, вдосконалення озброєння та транспортування матеріалів, нову конструкцію силової установки, яка вимагає менше людей для експлуатації та обслуговування, а також новий, менший острів, який був відсунутий на корму. Технологічний прогрес в електромагнетиці призвів до розробки електромагнітної системи запуску літака (EMALS) і передового механізму зупинки (AAG). Інтегрована система ведення бойових дій, система самооборони корабля (SSDS), була розроблена, щоб дозволити кораблю легше виконувати нові місії. Новий дводіапазонний радар (DBR) поєднує радари S-діапазону та X-діапазону.
Ці досягнення дозволять новим авіаносцям класу «Джеральд Р. Форд» здійснювати на 25 % більше бойових вильотів, генерувати втричі електроенергію з покращеною ефективністю та покращити якість життя екіпажу.

## Злітна палуба
Вид з висоти пташиного польоту Джеральда Р. Форда (CVN-78) поряд із USS Harry S. Truman (CVN-75), кораблем попереднього класу Nimitz
Катапульта № 4 класу Nimitz не може запускати повністю завантажений літак через низький просвіт крила вздовж краю польотної палуби.
Переміщення зброї від місця зберігання та складання до літака в кабіні екіпажу також було оптимізовано та прискорено. Боєприпаси будуть підняті до централізованого місця переозброєння за допомогою елеваторів більшої місткості, які використовують лінійні двигуни. Ці ліфти розташовані таким чином, що боєприпасам не доводиться перетинати будь-яку зону руху літаків, що зменшує проблеми руху в ангарах і на екіпажі. У 2008 році контрадмірал Денніс М. Дваєр сказав, що ці зміни гіпотетично дозволять переозброїти літаки за «хвилини замість годин».

## Енергозабезпечення
Новий реактор Bechtel A1B для класу «Джеральд Р. Форд» менший і простіший, потребує менше екіпажу, але набагато потужніший за реактор A4W класу Nimitz. Два реактори будуть встановлені на кожному носії класу «Джеральд Р. Форд», що забезпечить потужність виробництва електроенергії щонайменше на 25 % більше, ніж 550 МВт (теплова) двох реакторів A4W на носії класу Nimitz. Частка теплової енергії, що відводиться на виробництво електроенергії, буде збільшена втричі.
Силова установка та енергетична установка носіїв типу Nimitz були розроблені в 1960-х роках, коли бортові технології вимагали менше електроенергії. «Нові технології, додані до кораблів класу „Німіц“, спричинили збільшення потреби в електроенергії; поточне базове навантаження залишає невеликий резерв для задоволення зростаючих потреб в електроенергії».
Кораблі типу «Джеральд Р. Форд» перетворюють пару на енергію, направляючи її до чотирьох головних турбогенераторів (MTG) для виробництва електроенергії для основних корабельних систем і нових електромагнітних катапульт. Судна типу «Джеральд Р. Форд» використовують парові турбіни для руху.
Більша вихідна потужність є основним компонентом інтегрованої бойової системи. Інженери вжили додаткових заходів, щоб забезпечити можливість інтеграції непередбачених технологічних досягнень на авіаносець типу «Джеральд Р. Форд». ВМС очікують, що клас «Джеральд Р. Форд» буде частиною флоту протягом 90 років, до 2105 року, що означає, що клас повинен успішно сприймати нові технології протягом десятиліть. Лише половина потужностей з виробництва електроенергії використовується поточними планованими системами, а половина залишається доступною для майбутніх технологій.

## Електромагнітна система запуску літаків
Електромагнітна система запуску літаків (EMALS) запускає літаки за допомогою катапульти, в якій використовується лінійний асинхронний двигун, а не паровий поршень, який використовується в класі Nimitz. EMALS прискорює літак більш плавно, створюючи менше навантаження на його корпус. EMALS також важить менше, очікується, що він коштуватиме дешевше та потребуватиме менше обслуговування, і може запускати як важчі, так і легші літаки, ніж система з паровим поршнем. Це також зменшує потребу перевізника у прісній воді, таким чином зменшуючи попит на енергомістке опріснення.

## Система приземлення літаків
Електромагніти також використовуються в новій системі Advanced Arresting Gear (AAG). Поточна система покладається на гідравліку, щоб уповільнити та зупинити літак, що приземляється. У той час як гідравлічна система є ефективною, як продемонстровано більш ніж п'ятдесятирічною практикою, система AAG пропонує низку вдосконалень. Поточна система не в змозі захопити безпілотні літальні апарати (БПЛА), не пошкодивши їх через надзвичайні навантаження на планер. БПЛА не мають необхідної маси для приводу великого гідравлічного поршня, який використовується для захоплення важчих пілотованих літаків. За допомогою електромагнітних елементів поглинання енергії контролюється турбоелектричним двигуном. Це робить пастку більш гладкою та зменшує удари по планеру. Попри те, що система виглядатиме з кабіни екіпажу так само як і її попередник, вона буде більш гнучкою, безпечною та надійною та потребуватиме менше обслуговування та обслуговування.

## Датчики та системи самозахисту
Ще одним доповненням до класу «Джеральд Р. Форд» є інтегрована активна радіолокаційна система пошуку та стеження з електронним скануванням. Компанія Raytheon розробляла дводіапазонний радар (DBR) як для есмінців з керованими ракетами типу Zumwalt, так і для авіаносців типу «Джеральд Р. Форд». Острів можна зменшити, замінивши шість-десять радарних антен на один шестигранний радар. DBR працює шляхом поєднання багатофункціонального радара AN/SPY-3 X-діапазону з випромінювачами Volume Search Radar (VSR) діапазону S, розподілених на три фазові решітки. Радар S-діапазону пізніше був видалений з есмінців Zumwalt для економії грошей.
Три грані, призначені для радара X-діапазону, забезпечують відстеження на низькій висоті та радіолокаційне освітлення, тоді як три грані S-діапазону забезпечують пошук і супровід цілі незалежно від погоди. «Одночасна робота у двох діапазонах електромагнітних частот DBR знаменує собою перший випадок, коли ця функція була досягнута за допомогою двох частот, координованих одним менеджером ресурсів».
У цій новій системі немає рухомих частин, що мінімізує потреби в технічному обслуговуванні та укомплектуванні особового складу для експлуатації. AN/SPY-3 складається з трьох активних масивів і шаф приймача/збудника (REX) на верхній палубі та підсистеми процесора сигналів і даних (SDP) на нижній палубі. VSR має подібну архітектуру, з функцією формування променя та вузькосмугового перетворення вниз, що відбувається у двох додаткових шафах на масив. Центральний контролер (менеджер ресурсів) знаходиться в процесорі даних (DP). DBR є першою радіолокаційною системою, яка використовує центральний контролер і два радари з активною решіткою, що працюють на різних частотах. DBR отримує живлення від системи живлення загального масиву (CAPS), яка складається з блоків перетворення живлення (PCU) і блоків розподілу живлення (PDU). DBR охолоджується за допомогою замкнутої системи охолодження під назвою Common Array Cooling System (CACS).
Enterprise Air Surveillance Radar (EASR) — це нова конструкція оглядового радара, який буде встановлено на другому авіаносці типу «Джеральд Р. Форд» «Джон Ф. Кеннеді» (CVN-79) замість дводіапазонного радара. Десантні кораблі класу «Америка», починаючи з LHA-8 і планованого LX(R), також матимуть цей радар. Початкова вартість комплекту EASR за одиницю буде приблизно на 180 мільйонів доларів менше, ніж DBR, для якого оцінюється приблизно.

## Можливі покращення
Майбутні системи захисту, такі як зброя спрямованої енергії з лазером на вільних електронах, електрична броня та системи стеження, вимагатимуть більшої потужності. «Лише половина можливостей генерації електроенергії на CVN-78 необхідна для роботи запланованих систем, включаючи EMALS. Таким чином, CVN-78 матиме запаси потужності, яких бракує класу Nimitz для запуску лазерів і електричної броні». Додавання нових технологій, систем живлення, компонування дизайну та кращих систем керування призводить до підвищення швидкості вильотів на 25 % порівняно з класом Nimitz та 25 % скорочення робочої сили, необхідної для роботи.
Технологія управління відходами буде розгорнута на «Джеральд Р. Форд». У 2008 році компанія PyroGenesis Canada Inc., яка була розроблена спільно з відділом Carderock Центру військово-морських надводних військ, отримала контракт на оснащення корабля плазмово-дуговою системою знищення відходів (PAWDS). Ця компактна система очищатиме всі тверді горючі відходи, які утворюються на борту судна. Після завершення заводських приймальних випробувань у Монреалі систему було заплановано відправити на верф Huntington Ingalls наприкінці 2011 року для встановлення на носій.
ВМС розробляють лазер на вільних електронах (FEL) для захисту від крилатих ракет і невеликих човнів.

## 3D автоматизоване проєктування
Компанія Newport News Shipbuilding використовувала повномасштабну тривимірну модель продукту, розроблену в Dassault Systèmes CATIA V5, для проєктування та планування будівництва авіаносців класу «Джеральд Р. Форд».
Клас CVN 78 був розроблений, щоб мати кращі траєкторії руху зброї, значною мірою усуваючи горизонтальні рухи всередині корабля. Поточні плани передбачають переміщення передових ліфтів для зброї із зон зберігання до спеціальних зон обробки зброї. Моряки використовували моторизовані візки для переміщення зброї зі сховищ до ліфтів на різних рівнях збройових магазинів. Лінійні двигуни розглядаються для передових елеваторів озброєння. Ліфти також будуть перенесені таким чином, щоб вони не перешкоджали роботі літаків у кабіні польотів. Реконструювання шляхів переміщення озброєння та розташування ліфтів озброєння на кабіні польоту зменшить кількість живих сил і сприятиме значно вищому вильоту.

## Оновлення комплектації
Клас Джеральда Р. Форда призначений для розміщення нового палубного літака Joint Strike Fighter (F-35C), але затримки в розробці та випробуваннях літака вплинули на діяльність з інтеграції CVN-78. Ця інтеграційна діяльність включає випробування F-35C з EMALS CVN-78 і вдосконаленою системою блокування, а також випробування можливостей зберігання літій-іонних акумуляторів, шин і коліс F-35C. Через затримки у розробці F-35C ВМС США не поставлять цей літак принаймні до 2018 року — через рік після доставляння CVN-78. У результаті ВМС відклали критично важливі заходи з інтеграції F-35C, що створює ризик системної несумісності та дорогої модернізації корабля після того, як він буде доставлений до ВМС.

## Приміщення екіпажу
Системи, які зменшують навантаження на екіпаж, дозволили судновій компанії на авіаносцях типу «Джеральд Р. Форд» налічувати лише 2600 моряків, приблизно на 700 менше, ніж на авіаносцях класу Nimitz. Масивні причальні зони на 180 осіб на літаках класу Nimitz замінено на 40-стійкові причальні зони на авіаносцях типу «Джеральд Р. Форд». Менші причали тихіші, а планування вимагає менше руху людей через інші простори. Зазвичай стелажі встановлюються по три у висоту, з місцем для шафки на людину. У причалах відсутні сучасні «сидячі» стійки з більшим простором для голови; нижня і середня стійки вміщують тільки лежачого моряка. Кожне причальне місце має пов'язану верхню частину, включаючи душові кабіни, туалети з вакуумною септичною системою (без пісуарів, оскільки причальні місця побудовані з гендерною нейтральністю) і раковини, щоб зменшити рух і трафік для доступу до цих приміщень. Зали з підтримкою Wi-Fi розташовані навпроти проходу в окремих місцях від причальних стійок.
З моменту розгортання у перших двох авіаносців цього класу виникли проблеми з водопроводом системи відходів. Труби були надто вузькими, щоб впоратися з навантаженням користувачів, що призвело до виходу з ладу вакууму та неодноразового засмічення туалетів. Щоб полегшити проблему, для промивання каналізаційної системи використовувалися спеціальні кислотні мийні розчини. Ці процедури очищення коштують приблизно 400 000 доларів кожного разу, що призводить до значного незапланованого збільшення витрат на експлуатацію цих кораблів за весь термін експлуатації згідно з GAO. Ці очищення доведеться виконувати протягом усього терміну служби корабля.

### Медичні заклади
Джеральд Р. Форд, перший у своєму класі, має бортовий госпіталь, який включає повну лабораторію, аптеку, операційну, відділення інтенсивної терапії з 3 ліжками, відділення невідкладної допомоги з 2 ліжками та лікарняну палату на 41 ліжко, де працюють 11 осіб. медпрацівників і 30 санітарів.

### Першокласні зміни в дизайні
По ходу будівництва CVN-78 суднобудівник виявив першокласні зміни в конструкції типу, які він використовуватиме для оновлення моделі перед будівництвом інших суден свого класу. Деякі з цих змін конструкції стосувалися змін конфігурації EMALS, які вимагали електрики, електропроводки та інших змін на кораблі. Військово-морські сили очікують додаткових змін у конструкції, що випливають із розробки та випробувань удосконаленого захисного спорядження. За даними військово-морського флоту, багато з цих 19 000 змін були запрограмовані в графік будівництва на ранній стадії — в результаті рішення уряду під час укладення контракту запровадити вдосконалення бойових систем корабля під час будівництва, які значною мірою залежать від розвитку комерційних технологій.

## Найменування
Асоціація ветеранів авіаносців USS America спонукала до того, щоб CVN-78 назвали на честь Америки, а не на честь президента Форда. Згодом десантний корабель LHA-6 отримав назву «Америка».
27 травня 2011 року Міністерство оборони США оголосило, що назвою CVN-79 буде USS John F. Kennedy.
1 грудня 2012 року міністр ВМС Рей Мабус оголосив, що CVN-80 буде називатися USS Enterprise. Інформація була озвучена під час попередньо записаної промови в рамках церемонії дезактивації попереднього Enterprise (CVN-65). Майбутній Enterprise (CVN-80) стане дев'ятим кораблем ВМС США з такою назвою.
20 січня 2020 року під час церемонії в Перл-Гарборі на Гаваях у День Мартіна Лютера Кінга-молодшого виконувач обов'язки міністра ВМС Томас Б. Модлі назвав майбутній авіаносець типу «Джеральд Р. Форд» на честь героя Другої світової війни «Доріс Міллер». Це буде перший авіаносець, названий на честь афроамериканця, і перший авіаносець, названий на честь рядового моряка. Це другий корабель, названий на честь Доріса Міллера, який був першим афроамериканцем, що отримав Військово-морський хрест